# Koncang
Koncang is een bestuurslaag in het regentschap Pandeglang van de provincie Banten, Indonesië. Koncang telt 2117 inwoners (volkstelling 2010).